# Col·lut d'Alexandria
Còl·lut (en llatí Colluthus, en grec antic Κόλλουθος) era un religiós considerat heretge que sembla que les seves opinions estaven gairebé d'acord amb els maniqueus.
Va ser prevere d'Alexandria i destituït dels seus càrrecs per un concili que es va fer en aquella ciutat l'any 324. Va morir abans del 340 i els seus seguidors van desaparèixer poc després.